# Ornamente
Ornamente, op. 37, est une suite de sept pièces pour piano, composée par Boris Blacher en 1950. Cette œuvre offre le premier exemple de la technique des « mètres variables », caractéristique des méthodes de composition de Boris Blacher.

## Présentation
Ornamente, op. 37, est composé en 1950 et publié en 1951 par Bote & Bock. L'œuvre consiste en une suite de sept études pour piano dédiées à « sept amis compositeurs, comme autant de portraits » :
1. Vivace — dédié à Virgil Thomson[2]
2. Andante — dédié à Rudolf Wagner-Régeny[2]
3. Allegro — dédié à Karl Amadeus Hartmann[2]
4. Allegretto — dédié à Priaulx Rainier[2]
5. Allegro — dédié à Rolf Liebermann[2]
6. Moderato — dédié à Nicolas Nabokov[2]
7. Presto — dédié à Gottfried von Einem[2]

## Analyse

### Préface
Le sous-titre des Ornamente est « Sept études sur des mètres variables ». Dans la préface, le compositeur explique la technique employée en ces termes : 

« J'ai fondé mon travail sur le fait que le changement de mesure intensifie souvent le déroulement formel, et cette constatation m'a donné l'idée de concevoir la structure métrique d'une composition de façon que chaque mesure corresponde à un modèle métrique différent. Et si l'on élabore les rapports métriques d'après une perspective mathématique — c'est-à-dire selon le principe des séries ou de la combinatoire — le déroulement métrique cesse d'être arbitraire ou le fruit du hasard. Il se produit alors de nouvelles symétries, d'un niveau supérieur, d'intéressants recoupements entre série métrique et phrase musicale, des reprises variées, bien d'autres phénomènes encore. »

### Les «mètres variables»
Pour chaque pièce des Ornamente, l'unité fondamentale est la croche. Ainsi, dans la présentation des mètres variables, 2 signifie 
, 3 signifie 
, etc.
I. Vivace et II. Andante
Ces deux premières pièces sont construites sur une progression arithmétique simple, reprise en palindrome : 
2 3 4 5 6 7 8 9 8 7 6 5 4 3 2
3 4 5 6 7 8 9 8 7 6 5 4 3
III. Allegro
Cette pièce est construite sur une série répondant au principe itératif suivant :
2 3 4 — 3 4 5 — 4 5 6 — 5 6 7 — 6 7 8 — et inversement.
IV. Allegretto
Pour cette pièce, la métrique repose sur le principe d'une variation cyclique, sur une période fixe de quatorze croches :
4 5 3 2 — 5 2 3 4 — 3 2 4 5 — etc.
4 5 3 2 — 2 4 5 3 — 3 2 4 5 — etc.
V. Allegro
Cette pièce est construite selon la somme des termes aboutissant à une mesure à treize temps :
2 — 3 — 5 (2 + 3 = 5) — 8 (5 + 3 = 8) — 13 (8 + 5 = 13) — et inversement.
VI. Moderato
Cette pièce est construite selon une permutation circulaire de quatre mètres aboutissant à une période fixe de vingt-quatre croches :
3 4 5 6 (3 + 4 + 5 + 6 = 24)
VII. Presto

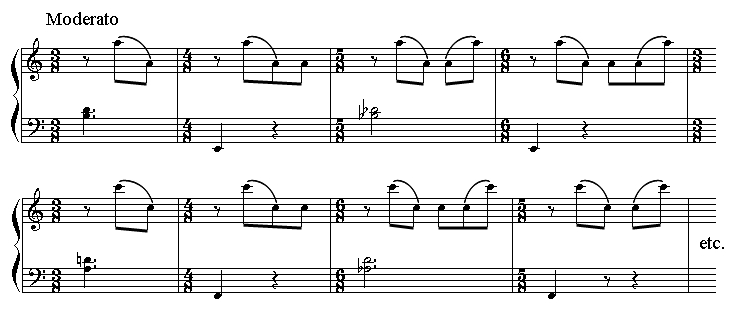
Blacher - Ornamente no 6, mes.1-8.

Le principe de composition de cette pièce, le plus complexe des Ornamente, repose sur la progression suivante :
8 7 — 8 7 6 — 8 7 6 5 — 8 7 6 5 4 — 8 7 6 5 4 3 — 8 7 6 5 4 3 2 — puis
6 5 — 6 5 4 — 6 5 4 3 — 6 5 4 3 2 — puis
4 3 — 4 3 2

## Postérité

### Accueil critique
La technique déployée dans Ornamente a été diversement appréciée par les musicologues. Si Maurice Hinson et Wesley Roberts considèrent que les « mètres variables » contribuent à « un enrichissement du rythme et de la forme », John Gillespie reste peu convaincu devant le résultat pianistique d'« une texture dénudée, l'action musicale étant sacrifiée presque entièrement à une manifestation de rythmes ».

### Continuité technique
Boris Blacher a employé la technique des « mètres variables » dans la plupart des compositions qui ont suivi Ornamente, à commencer par sa  3e Sonate pour piano, que John Gillespie considère plus satisfaisante, et son 2d Concerto pour piano et orchestre « sur des mètres variables » de 1951. La série employée pour la 5e pièce d'Ornamente est reprise à l'identique pour l'un des Vingt-Quatre Préludes pour piano, dernière œuvre achevée du compositeur en 1976.

### Influence
Selon Larry Sitsky, les « mètres variables » présentés par Boris Blacher ont motivé d'autres compositeurs, parmi ses compatriotes, à s'intéresser à des combinaisons de mesures selon un même postulat mathématique, dont Giselher Klebe, Heinz Friedrich Hartig, Rudolf Wagner-Régeny, Hans Werner Henze et Karl Amadeus Hartmann.

### Ouvrages généraux
- (en) Wallace T. Berry, Structural functions in music, Mineola, New York, Dover Publications Inc., 1976, réed. 1987, 447 p. (ISBN 978-0-486-25384-8 et 0-486-25384-8, lire en ligne).
- (en) John Gillespie, Five Centuries of Keyboard Music, Belmont, California, Wadsworth Publishing Company, 1965, 463 p. (ISBN 0-486-22855-X, lire en ligne).
- (en) Maurice Hinson et Wesley Roberts, Guide to the Pianist's Repertoire, Bloomington, Indiana, Indiana University Press, 2014, 1216 p. (ISBN 978-0-253-01022-3).
- Guy Sacre, La musique de piano : dictionnaire des compositeurs et des œuvres, vol. I (A-I), Paris, Robert Laffont, coll. « Bouquins », 1998, 1495 p. (ISBN 978-2-221-05017-0).
- (en) Larry Sitsky, Music of the Twentieth-Century Avant-Garde : A Biocritical Sourcebook, Westport, Connecticut, Greenwood Publishing Group, 2002, 680 p. (ISBN 0-313-29689-8, lire en ligne), p. 68-76.